# Scott Reedy
Scott Reedy, född 4 april 1999, är en amerikansk professionell ishockeyforward som är kontrakterad till San Jose Sharks i National Hockey League (NHL) och spelar för San Jose Barracuda i American Hockey League (AHL).
Han har tidigare spelat för Minnesota Golden Gophers i National Collegiate Athletic Association (NCAA) och Team USA i United States Hockey League (USHL).
Reedy draftades av San Jose Sharks i fjärde rundan i 2017 års draft som 102:a spelare totalt.

## Statistik
| 2013–2014   | Shattuck St. Mary's Sabres U14 |             | 65  | 56 | 69 | 125 | 24 | — | — | — | — | — |
|             | Shattuck St. Mary's Sabres     | HPHL        | 5   | 6  | 4  | 10  | 0  | — | — | — | — | — |
| 2014–2015   | Shattuck St. Mary's Sabres U18 |             | 54  | 23 | 32 | 55  | 24 | — | — | — | — | — |
| 2015–2016   | Team USA                       | USHL        | 33  | 9  | 19 | 28  | 10 | — | — | — | — | — |
|             | U.S. National U17 Team         |             | 49  | 19 | 33 | 52  | 26 | — | — | — | — | — |
|             | U.S. National U18 Team         |             | 7   | 1  | 1  | 2   | 0  | — | — | — | — | — |
| 2016–2017   | Team USA                       | USHL        | 21  | 10 | 4  | 14  | 39 | — | — | — | — | — |
|             | U.S. National U18 Team         |             | 60  | 22 | 20 | 42  | 51 | — | — | — | — | — |
| 2017–2018   | Minnesota Golden Gophers       | NCAA        | 35  | 7  | 8  | 15  | 43 | — | — | — | — | — |
| 2018–2019   | Minnesota Golden Gophers       | NCAA        | 34  | 7  | 4  | 11  | 10 | — | — | — | — | — |
| 2019–2020   | Minnesota Golden Gophers       | NCAA        | 35  | 15 | 8  | 23  | 12 | — | — | — | — | — |
| 2020–2021   | Minnesota Golden Gophers       | NCAA        | 28  | 11 | 17 | 28  | 6  | — | — | — | — | — |
|             | San Jose Barracuda             | AHL         | 17  | 5  | 3  | 8   | 6  | 4 | 0 | 1 | 1 | 6 |
| 2021–2022   | San Jose Sharks                | NHL         | 1   | 0  | 0  | 0   | 0  | — | — | — | — | — |
|             | San Jose Barracuda             | AHL         | 12  | 8  | 4  | 12  | 2  | — | — | — | — | — |
| NHL totalt  | NHL totalt                     | NHL totalt  | 1   | 0  | 0  | 0   | 0  | — | — | — | — | — |
| AHL totalt  | AHL totalt                     | AHL totalt  | 29  | 13 | 7  | 20  | 8  | 4 | 0 | 1 | 1 | 6 |
| NCAA totalt | NCAA totalt                    | NCAA totalt | 132 | 40 | 37 | 77  | 71 | — | — | — | — | — |
| USHL totalt | USHL totalt                    | USHL totalt | 54  | 19 | 23 | 42  | 49 | — | — | — | — | — |

### Internationellt
| Källa: Uppdaterad: 2021-11-23 | Källa: Uppdaterad: 2021-11-23 | Källa: Uppdaterad: 2021-11-23 |         | Utv = Utvisningsminuter | Utv = Utvisningsminuter | Utv = Utvisningsminuter | Utv = Utvisningsminuter | Utv = Utvisningsminuter |
| År                            | Lag                           | Mästerskap                    | Matcher | Mål                     | Assists                 | Poäng                   | Utv                     |                         |
| ----------------------------- | ----------------------------- | ----------------------------- | ------- | ----------------------- | ----------------------- | ----------------------- | ----------------------- | ----------------------- |
| 2017                          | USA                           | U18-VM                        | 7       | 1                       | 1                       | 2                       | 2                       |                         |
| Junior totalt                 | Junior totalt                 | Junior totalt                 | 7       | 1                       | 1                       | 2                       | 2                       |                         |